# جامع حلب الكبير
جَامِعُ حَلَب الكَبير أو الجامع الأموي في حلب أو جامع بني أمية الكبير في حلب هو أحد أكبر وأقدم المساجد في مدينة حلب السورية، حيث يقع المسجد في حي الجلوم في المدينة القديمة من حلب، التي أدرجت على قائمة مواقع التراث العالمي عام 1986، حيث أصبح الجامع جزءاً من التراث العالمي، وهو يقع بالقرب من سوق المدينة. كما يُعرف الجامع أيضاً بوجود ما بقي من جسد النبي زكريا والد النبي يحيى (أو يوحنا المعمدان كما يطلق عليه في المسيحية). يقوم الجامع اليوم على مساحة من الأرض يبلغ طولها 105 أمتار من الشرق إلى الغرب، ويبلغ عرضه نحو 77.75 متر من الجنوب إلى الشمال وهو يشبه إلى حد كبير في مخططه وطرازه الجامع الأموي الكبير بدمشق. كما وبني المسجد في القرن الثامن الميلادي، إلا أن الشكل الحالي يعود إلى القرن الحادي عشر الميلادي حتى القرن الرابع عشر الميلادي، كما وبنيت المئذنة في عام 1090 ميلادي، ودمرت في نيسان من العام 2013 نتيجة للمعارك التي اندلعت هناك في أحداث الأزمة السورية.

## التاريخ

### التأسيس
كان الجامع الكبير ذات مرة أغورا (و كلمة أغورا تعني ساحة دائرية وتعتبر بمثابة مركز الحياة الرياضية والسياسية والروحية في المدينة) في العهد الهلنستي، حيث أصبح فيما بعد حديقة لكاتدرائية سانت هيلينا خلال الحقبة المسيحية من الحكم الروماني في سوريا.
تم بناء المسجد على الأراضي المصادرة والتي كانت مقبرة كاتدرائية. وحسب التقاليد في وقت لاحق، بدأ بناء أول مسجد في ذلك الموقع في عهد الخليفة الأموي الوليد بن عبد الملك في عام 715 ميلادي وتم الانتهاء من بنائه في عام 717 ميلادي في عهد الخليفة سليمان بن عبد الملك. بينما يعزو المؤرخ المعماري كريزويل بنائه للخليفة سليمان بن عبد الملك فقط، مستشهداً بالمؤرخ الحلبي ابن العديم الذي كتب في القرن الثالث عشر الميلادي عن نيّة سليمان بأن يجعل الجامع "مساوياً لعمل شقيقه الوليد في جامع بني أمية الكبير في دمشق". بينما يوجد أقوال تفيد بأن الوليد قام ببناء المسجد بحجارة كنيسة سيروس (Church of Cyrrus)."
على كل حال، فإن المؤرخ المعماري ججيري باشاش (Jere L. Bacharach [الإنجليزية]) رجّح بأن يكون راعي المسجد كان مسلمة بن عبد الملك شقيق الوليد بن عبد الملك و‌سليمان بن عبد الملك، حيث شغل مسلمة منصب حاكم جند قنسرين قبيل عام 710 ميلادي حتى بداية فترة حكم سليمان. وهذا تفسير الاعتقاد بأن المسجد بني في عهد كلٍ من الخليفتين الوليد بن عبد الملك و‌سليمان بن عبد الملك. علاوة على ذلك فقد تم تجاهل حكم مسلمة بن عبد الملك لجند قنسرين من قبل المؤرخين العرب الأوائل، حيث أنهم ركّزوا اهتماماتهم على حملاته ضد الإمبراطورية البيزنطية و‌الأرمن، وركزوا أيضاً على حكمه لمناطق العراق و‌أذربيجان وأعالي بلاد ما بين النهرينو‌أرمينيا، وقد أشار المؤرخ المعماري ججيري باشاش على أن تكليف مسلمة بن عبد الملك ببناء جامع كبير في حلب والتي تعتبر قاعدة رئيسية لمهاجمة البيزنطيين قد «كان من المناسب، إن لم يكن من الضروري».

### التجديد
في النصف الثاني من القرن الحادي عشر ميلادي، سيطر المرداسيون على حلب وقاموا ببناء النافورة المقببة (ذات القبة) في باحة المسجد. في الركن الشمالي الغربي بنى القاضي (رئيس المحكمة الإسلامية في حلب) أبي الحسن محمد المئذنة بارتفاع 45 متراً في عام 1090 ميلادي  خلال عهد الحاكم السلجوقي آق سنقر الحاجب وتم الانتهاء من بنائها في عام 1094 ميلادي خلال فترة حكم السلطان السلجوقي تتش بن ألب أرسلان. وكان المهندس المعماري للمشروع حسن بن مفرج آل سرميني.

قام السلطان الزنكي نور الدين زنكي بترميم المسجد في عام 1159 ميلادي بعد حريق كبير دمّر المسجد في وقت سابق ;، إلا أن المسجد هُدِمَ في عام 1260 على المغول.

قام المماليك (1260-1516) بالقيام بعدة إصلاحات وإدخال العديد من التعديلات على المسجد، حيث زينت منحوتات كوفية ونقوش المئذنة بأكملها بدلاً من الزخارف التقليدية في النمط والمقرصنات. قام السلطان المملوكي المنصور قلاوون باستبدال المنبر المحترق في عام 1285 ميلادي، وفي وقت لاحق قام السلطان الناصر محمد بن قلاوون قام بوضع المنبر الحالي الذي بني خلال فترة حكمه.

كما تم ترميم صحن المسجد (فناء المسجد) ومئذنته في عام 2003.

### الحرب الأهلية السورية
تأثر الجامع بالمعارك الدائرة في حلب خلال الحرب الأهلية السورية سنة 2013 وتعرضت مكتبته التاريخية للحرق نتيجة للمعارك الدائرة حول محيطه. كما انهارت مئذنته التاريخية في 24 نيسان 2013 وسط اتهامات بين المعارضة والنظام. في يوم 13 أكتوبر 2012 لحقت أضرار جسيمة في المسجد جراء اشتباكات عنيفة دارت بين مسلحي المعارضة وقوات الجيش السوري. وقام الرئيس السوري بشار الأسد بإصدار مرسوم بتكليف لجنة لإصلاح المسجد بحلول نهاية عام 2013.

كما قام مسلحو المعارضة ببسط سيطرتهم على المسجد للمرة الثانية في أوائل عام 2013، ومنذ أبريل من العام 2013 اُعتبر المسجد من أحد مناطق الاشتباكات بين مسلحي المعارضة وقوات الجيش السوري المتمركزة على بعد 200 متر (660 قدم).

في 24 أبريل انهارت مئذنة المسجد حيث استحالت المئذنة ركاماً خلال اشتباك بالأسلحة الثقيلة بين قوات الجيش السوري والمعارضة خلال أحداث معركة حلب وهي المعركة التي دارت في مدينة حلب شمال سوريا بهدف إحكام السيطرة على المدينة. كما وذكرت وكالة الأنباء السورية - سانا أنا عناصر من جبهة النصرة فجّروا عبوة ناسفة داخل المئذنة، في حين قال نشطاء من المعارضة أن المئذنة قد دُمرَت بقذيفة دبابة تابعة للجيش السوري في إطار هجومٍ كان قد شنّه الأخير للسيطرة على المسجد.، ونقل بعض الناشطين نقلاً عن مسلحي المعارضة اتهامهم الجيش السوري بتفخيخ الجامع بالألغام لدى انسحابه، وقد قالوا أيضاً بأنهم استطاعوا تفكيك جميع الألغام عدا التي كانت في المسجد عدا التي كانت في الرواق الشمالي والمئذنة بسبب كونها في الجهة الشمالية من المسجد وهي الجهة التي تطل على دوار السبع بحرات الذي لا يبعد أكثر من ثلاثمئة متر عن المسجد وحيث تتمركز قناصة قوات الجيش السوري بالمباني المحيطة بالدوار، وقد أوضح أحد المسلحين المعارضين أن القناصة المطلون على المسجد كانوا قد كثفوا ضرباتهم على ساحة المسجد بغية إعاقة تحركات الثوار المسيطرين على المسجد من جهة ومن جهة محاولة إعادة السيطرة عليه والتي تترافق باشتباكات عنيفة من قبل قوات النظام التي تحاول التقدم نحو المسجد. في حين قال المرصد السوري أنه «من الممكن أن تكون المئذنة انهارت من تلقاء نفسها بسبب آثار المعارك العنيفة خلال الأشهر الماضية». كما وأن مصادر المعارضة ردت على وسائل الإعلام الحكومية بشأن انتماء المقاتلين المتمركزين في المسجد حيث وصفتهم المعارضة بأنهم مقاتلون تابعون للواء التوحيد في حين قالت وسائل الإعلام الرسمية بأنهم تابعون لجبهة النصرة. أدانت المعارضة وخصوصاً الائتلاف الوطني المعارض (الائتلاف الوطني لقوى الثورة والمعارضة السورية) تدمير المئذنة، واصفةُ إياه بأنه «عار الذي لا يمحى» و«جريمة ضد الحضارة الإنسانية».

## الطراز المعماري

### الأبواب
- الباب الشمالي، يقع إلى جوار المئذنة.
- الباب الغربي، ينفذ إلى شارع المساميرية.
- الباب الشرقي، وينفذ إلى سوق المناديل.
- الباب الجنوبي، ينفذ إلى سوق النحاسين.

### فناء المسجد
الفناء محاط بثلاثة أروقة إلى جميع الجهات باستثناء الجهة الجنوبية التي يكون فيها الحرم مباشرة ملاصقاً لفناء المسجد
تم بناء المسجد حول فناء كبير يربط مناطق مختلفة من المسجد، حيث أن هذه المناطق تقع خلف الممرات المزودة بأعمدة. أرضية الفناء الحجرية والمعروفة بتناوب اللونين الأبيض والأسود تشتهر بالتشكيلات الهندسية المعقدة والتي يشكلها تناوب اللونين الأبيض والأسود.وتعود إلى العصر العثماني وقد جددت مؤخراً. وتنفتح على الصحن عقود عشرة من الجانبين وستة عشر عقداً في الشمال ومثلها في الجنوب ويشتهر الفناء بوجود نافورتي وضوء مسقوفتان. كما ويوجد مزولة في فناء المسجد.

### داخل المسجد
الحرم و الذي يتكون من المصلى إلى الجهة الجنوبية من الفناء،  ويحوي هذا المصلى ضريح زكريا، ومنبر يعود للقرن الخامس عشر الميلادي، و المحراب المنحوت بشكل متقن. وعلى الرغم من أن الباب المركزي يحتوي على نقش ينسب بناء المصلى للسلطان العثماني مراد الثالث، إلا أن المصلى كان قد بني على يد المماليك. يوجد في المصلى ثلاثة صحون (و الصحن هنا هو المسافة بين صفين من الأعمدة) حيث يوجد 18 عموداً مربع قائم الزاوية في كل صف بالإضافة إلى سقف نصفي برميلين متعامدين (حيث يتقاطع نصفي برميلين بشكل متعامد ليكونا السقف). كان المصلى في السابق ذو سقف مستقيم مع سطح القبة المركزية، لكن خلال حكم المماليك اُستعيض عن هذا النمط بنظام قبب معقد (تقاطع نصفي برميلين بشكل متعامد) مع قناطر للأروقة بالإضافة إلى قبة صغيرة فوق الأروقة. أما مقام زكريا المزعوم فهو إلى اليسار من المحراب وبطول الجدار الجنوبي.

هناك ثلاثة قاعات أُخرى متاخمة للأروقة الثلاثة الأخرى. في القاعة الشمالية والشرقية يوجد صحنان (و الصحن هنا هو المسافة بين صفين من الأعمدة)، أما في القاعة الغربية يوجد صحن واحد، وعلى الأغلب فإن بناء القاعة الغربية يعود إلى العصر الحديث. أما القاعة الشرقية فيعود تاريخها إلى فترة حكم السلطان السلجوقي جلال الدولة ملك شاه (1072-1092) والقاعة الشمالية قد تم تجديدها في عهد السلطان المملوكي الظاهر سيف الدين برقوق (1382-1399)، ولكن إلى حد كبير مازالت محافظةً على طابعها منذ القرن الحادي عشر الميلادي.

### المئذنة
ليست المئذنة الأساسية بل مئذنة جديدة بنيت على مراحل منذ عهد الأمير سابق بن محمود بن مرداس عام 472 هـ حتى عهد السلطان تتش بن ألب أرسلان. والمئذنة مربعة المسقط يبلغ ارتفاعها نحو خمسة وأربعين متراً (45 م)حتى شرفة المؤذن، أما طول ضلعها فيبلغ نحو 4,95 يرتفع جسم المئذنة من سطح قاعة الصلاة الشمالية ، كما وتتألف المئذنة من خمس مستويات متوجة بقمة لها شرفة. تبرز بعض العناصر المعمارية في الشرفة الموجودة في أعلى المئذنة مثل المقرنصات والحافة المتقدمة (Cornice [الإنجليزية])، تم بناء المئذنة إلى حد كبير بالحجارة المصقولة. وزخرفت المئذنة بنقوش بارزة أكثر من أي مبنى يعود إلى الحقبة الإسلامية في حلب باستثناء المدرسة الشعيبيية.

وفقاً لدائرة المعارف الإسلامية الإصدار الأول (E.J. Brill's First Encyclopaedia of Islam)فإن المئذنة «فريدة من نوعها في عموم العمارة الإسلامية».

يصف عالم الآثار المستشرق الألماني إرنست هرتسفلد أسلوب عمارة المئذنة بأنه «نتاج حضارة البحر المتوسط».
الكتابات التي تغطي أوجه المئذنة الأربعة تحمل عناصر العمارة القوطية.

## وصف ابن جبير للجامع
إن وصف ابن جبير في رحلته في حلب، لهذا الجامع الذي زاره سنة (580 هـ / 1183 م) يبين حالة المسجد قبل حريقه مع الأسواق سنة (564 هـ / 1168 م) وترميمه من نور الدين زنكي فيقول: "إنه من أحسن الجوامع وأجملها في كافة البلاد الإسلامية، قد أطاف بصحنه الواسع بلاط كبير متسع مفتح كله أبواباً قصرية الحسن إلى الصحن، عددها ينيف على الخمسين، والبلاط القبلي الحرم لا مقصورة فيه فجاء ظاهر الاتساع". ثم يصف المحراب والمنبر وزخارفهما فيقول "ما أرى في بلدٍ من البلاد منبراً على شكله وغرابة صنعته، واتصلت الصنعة الخشبية منه إلى المحراب فتجللت صفحاته كلها خشباً على تلك الصنعة الغريبة وارتفع كالتاج العظيم على المحراب، وعلا حتى اتصل بسمك السقف وقد قوّس أعلاه.. وهو مرصع كله بالعاج والأبنوس. إن المنبر والمحراب الذي يصفه ابن جبير قد صنع في الوقت الذي أمر فيه نور الدين زنكي بصنع منبر للمسجد الأقصى، نقله فيما بعد صلاح الدين بعد تحرير القدس سنة (583 هـ / 1187 م). ومن المؤكد أن صناع هذا المنبر وهم معالي وأولاده المذكورون على منبر المسجد الأقصى الذي أحرقه الصهاينة سنة 1969، أي أنه يحمل نفس الشكل والزخارف في الجامع الأموي في مدينة حلب، ولقد قام هؤلاء بصنع محراب مدرسة الحلوية على غرار محراب مسجد حلب الذي وصفه ابن جبير. إذ إن ورشة أولاد معالي كانت تعمل في فناء الحلوية المجاور للجامع الكبير في حلب، على أن المنبر الحالي يعود إلى أيام الملك الناصر محمد، والمحراب الحالي يعود إلى عصر السلطان قلاوون، كما سنرى في وصف الجامع كما هو الآن بشكل المتكامل وزخارفه وكل فخامته.

## أقسام الجامع الأموي
- الأبواب

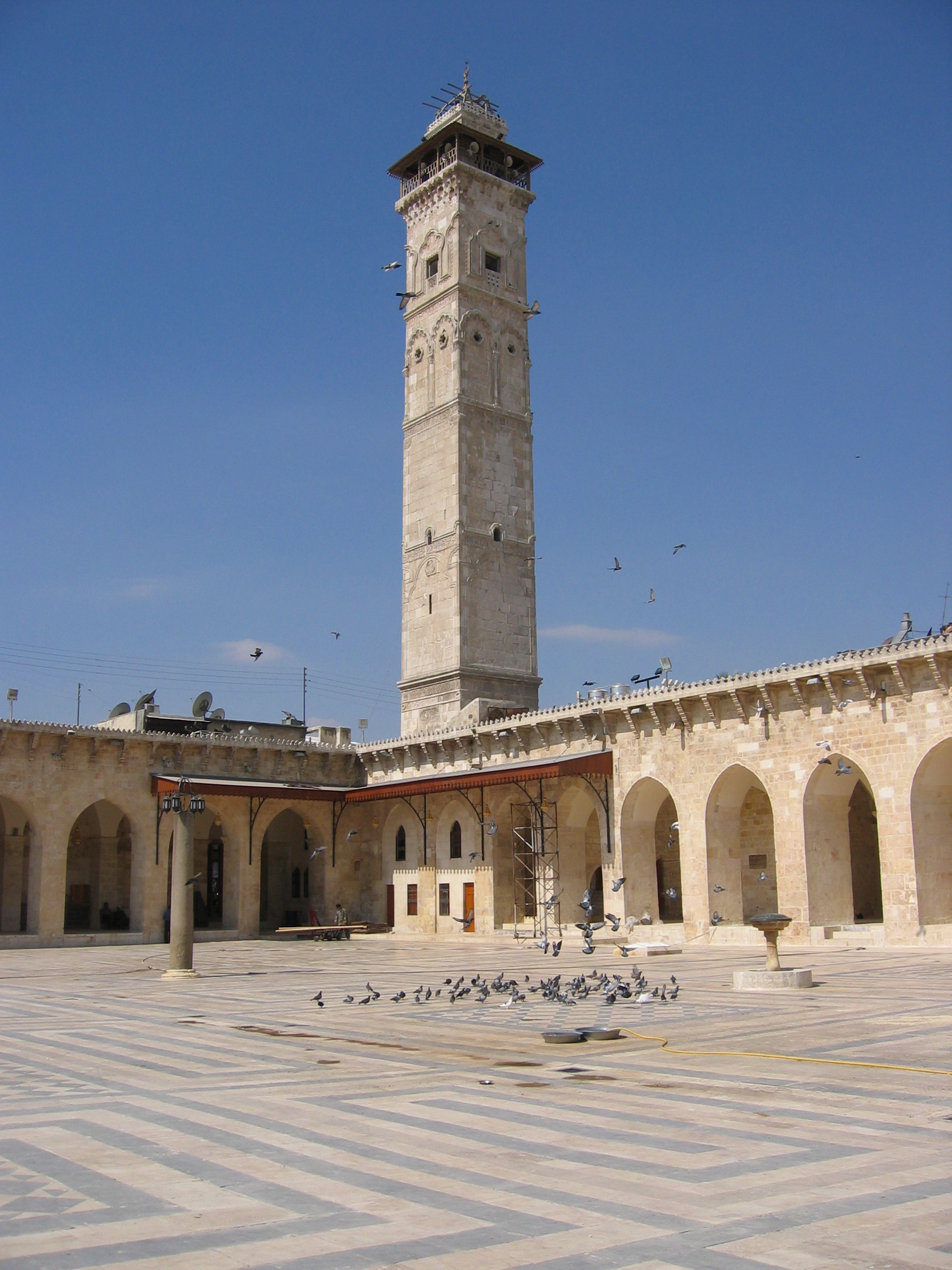
مئذنة الجامع الأموي الكبير

  - الباب الشمالي، يقع إلى جوار المئذنة.
  - الباب الغربي، ينفذ إلى شارع المساميرية.
  - الباب الشرقي، وينفذ إلى سوق المناديل.
  - الباب الجنوبي، ينفذ إلى سوق النحاسين.
- الصحن
  - صحن واسع محاط بأروقة ثلاثة، وحرم في الجهة القبلية والصحن مغطى ببلاط رخامي بلونين أصفر وأسود وبتشكيلات هندسية ما زالت تميز هذا الصحن، وتعود إلى العصر العثماني وقد جددت مؤخراً. وتنفتح على الصحن عقود عشرة من الجانبين وستة عشر عقداً في الشمال ومثلها في الجنوب، وفي وسط الصحن مطاهر حديثة مغطاة بقبة.
- المئذنة
  - وهي ليست المئذنة الأساسية بل مئذنة جديدة بنيت على مراحل منذ عهد الأمير سابق بن محمود بن مرداس عام 472 هـ حتى عهد السلطان تتش بن ألب أرسلان. والمئذنة مربعة المسقط يبلغ ارتفاعها نحو خمسة وأربعين متراً (45 م)حتى شرفة المؤذن، أما طول ضلعها فيبلغ نحو 4,95 م
- بيت الصلاة
- المنبر
- المحاريب
- حجرة الخطيب
- الحجرة النبوية
- الحجازية
  - حجرة خاصة بالنساء لأداء الصلاة، وسميت بالحجازية لأنها كانت منزل أهل الحجاز.[21]
- الأروقة

## أهمية الجامع
يذكر أن الجامع الأموي في حلب اكتسب شهرة على مستوى العالم الإسلامي، نظراً لما يحتويه من زخرفة في فن العمارة الإسلامية وطراز عمراني قديم، إضافة إلى كونه عملاً معمارياً اغتنى بإضافات كثيرة على مر العصور التاريخية المتعاقبة، فلا يكاد عصر من العصور التاريخية الإسلامية إلا وله شاهد في المسجد، إضافة إلى ذلك فان القرارات المصيرية المهمة والأحداث التي ارتبطت بالجامع قد أكسبته أهمية خاصة. < بلدنا أون لاين. كما يحتوى الجامع على كنوز هامة، في الحرم سدة من الخشب المزخرف بألوان مختلفة مع كتابة تشير إلى عصر بانيها «قره سنقر كافل حلب» ويعود المنبر إلى عصر الملك الناصر محمد، وصنعه محمد بن علي الموصلي، كما تشير الكتابة عليه، وهو من أجمل المنابر مزخرف بالرقش العربي الهندسي المركب من خشب الأبنوس والمنزل بالعاج والنحاس البراق ويعود المحراب إلى عصر السلطان قلاوون وقد تم بإشراف كافل حلب قره سنقر سنة (681 هـ / 1281 م) وهو مبني بالحجر المشقف بزخارف هندسية رائعة وكما هو الأمر في الجامع الأموي في دمشق، فإن ضريحاً يطلق عليه اسم الحضرة النبوية، ويقال إنه يحوي قبر النبي زكريا، موجود وفيه أشياء ثمينة محفوظة، منها مصاحف شريفة كتبها كبار الخطاطين السوريين والأتراك، وفيها قناديل قديمة مذهبة ومفضضة وقواعد شمعدان ولقد أنشئ هذا الضريح منذ عام (907 هـ / 1500 م) ورمم مراراً، وكانت آخر الترميمات سنة (1030 هـ / 1620 م) وكسيت جدرانه الثلاثة بألواح الخزف القاشاني وأقيم باب الضريح وفوقه قوس من الحجارة بلونين أسود وأبيض، إن أروع ما يحويه هذا المسجد هو مئذنته المربعة المرتفعة خمسين متراً والتي جددت سنة (873 هـ / 1094 م) بديلاً عن مآذن أموية نعتقد أنها كانت أربع مآذن في أركان المسجد، وكانت مربعة ولا شك على غرار جامع أمية الكبير بدمشق والجوامع الأخرى التي أنشئت في عصر الخليفة الأموي الوليد بن عبد الملك.

## معرض الصور

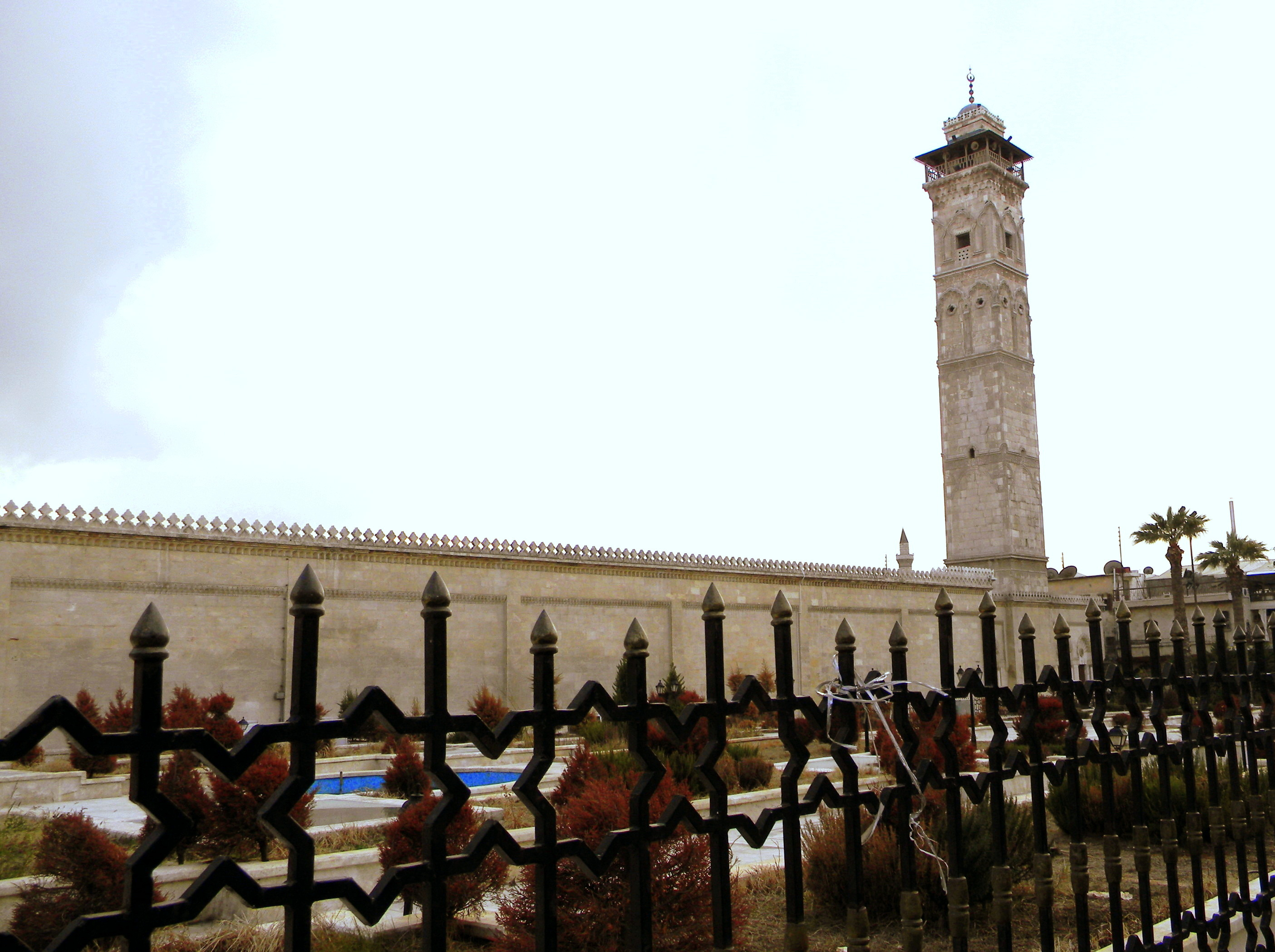
الجامع الأموي من الخارج
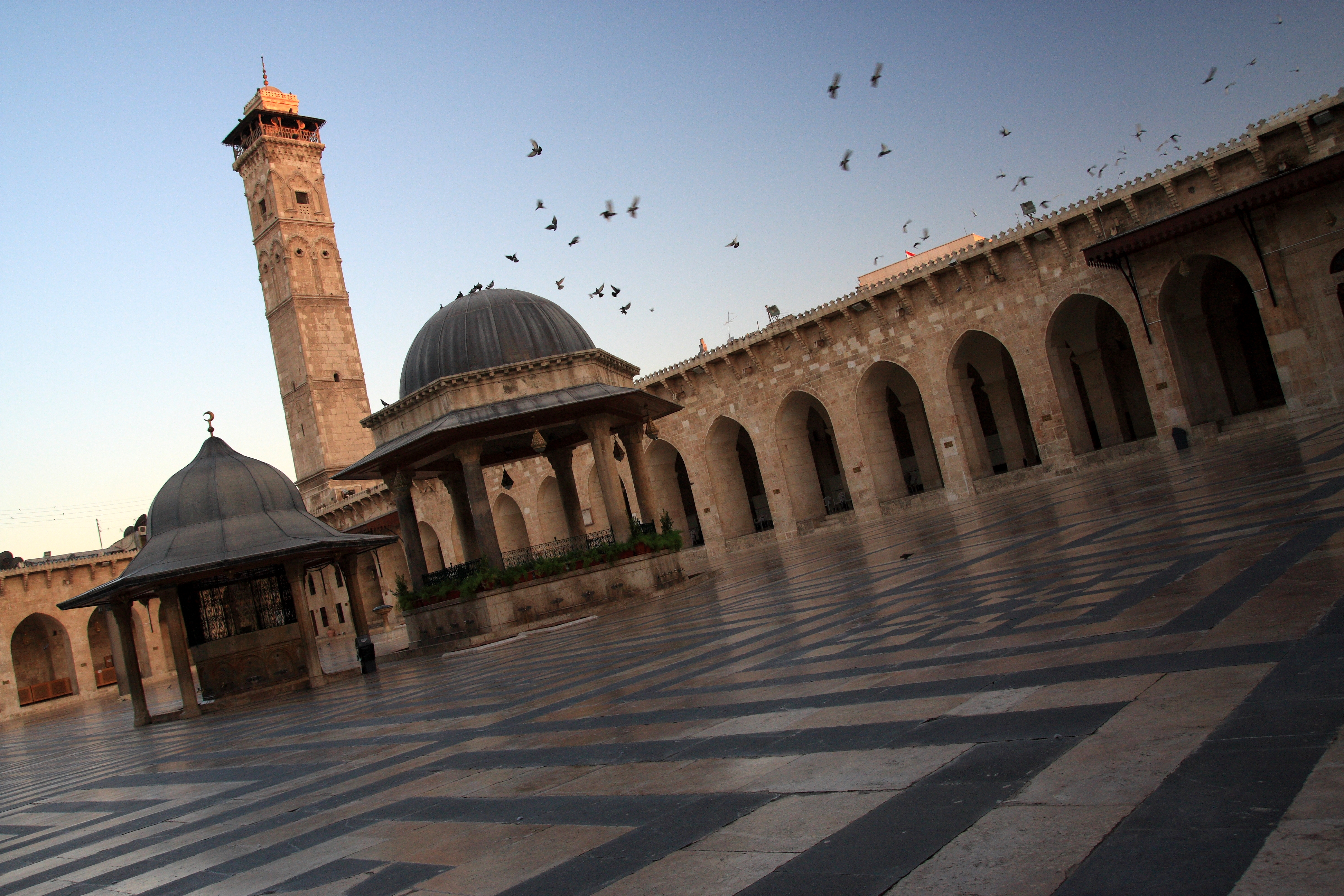
صحن الجامع الأموي ويظهر قبتي الوضوء في الصورة
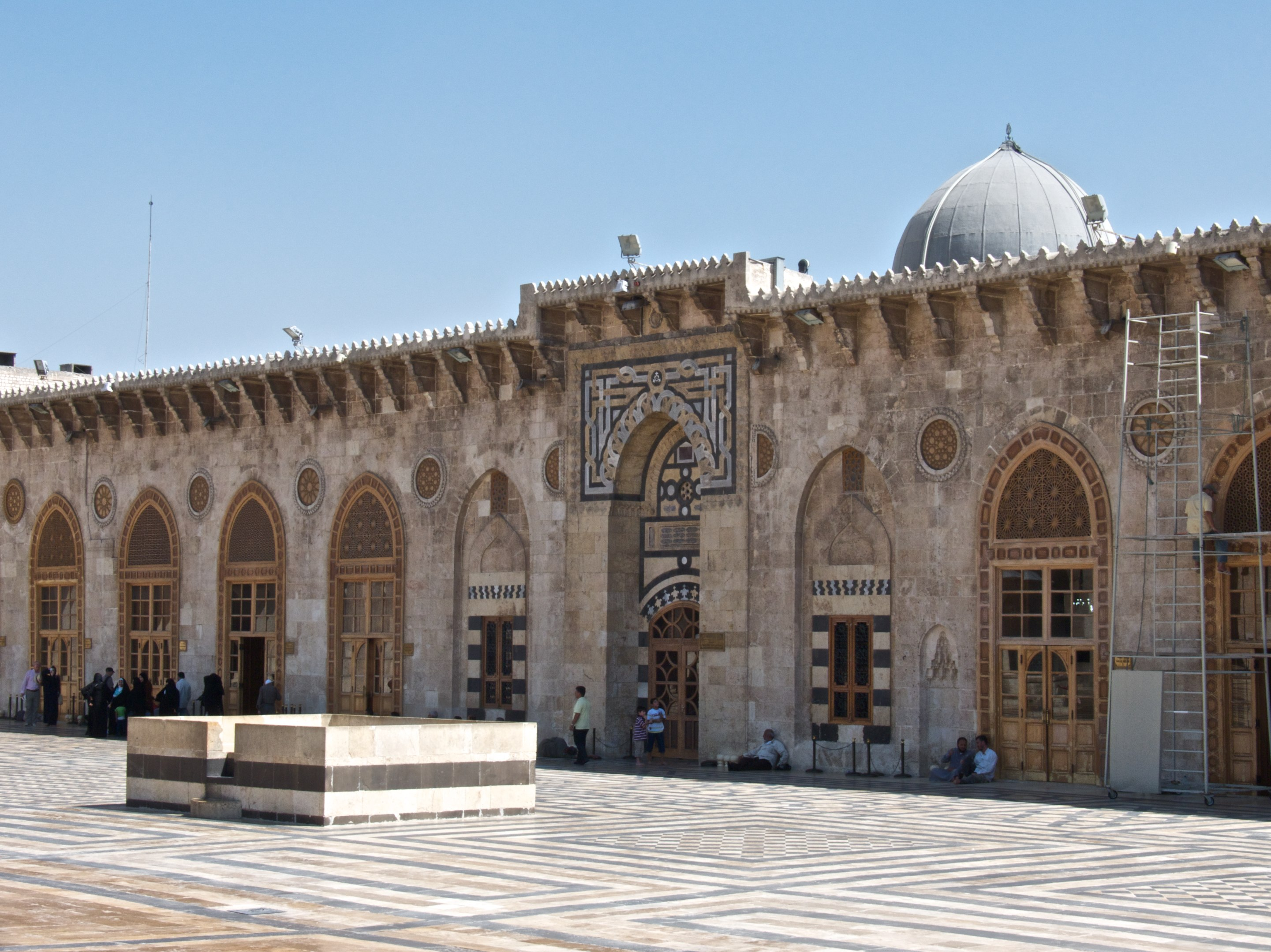
واجهة الجامع الأموي من الداخل
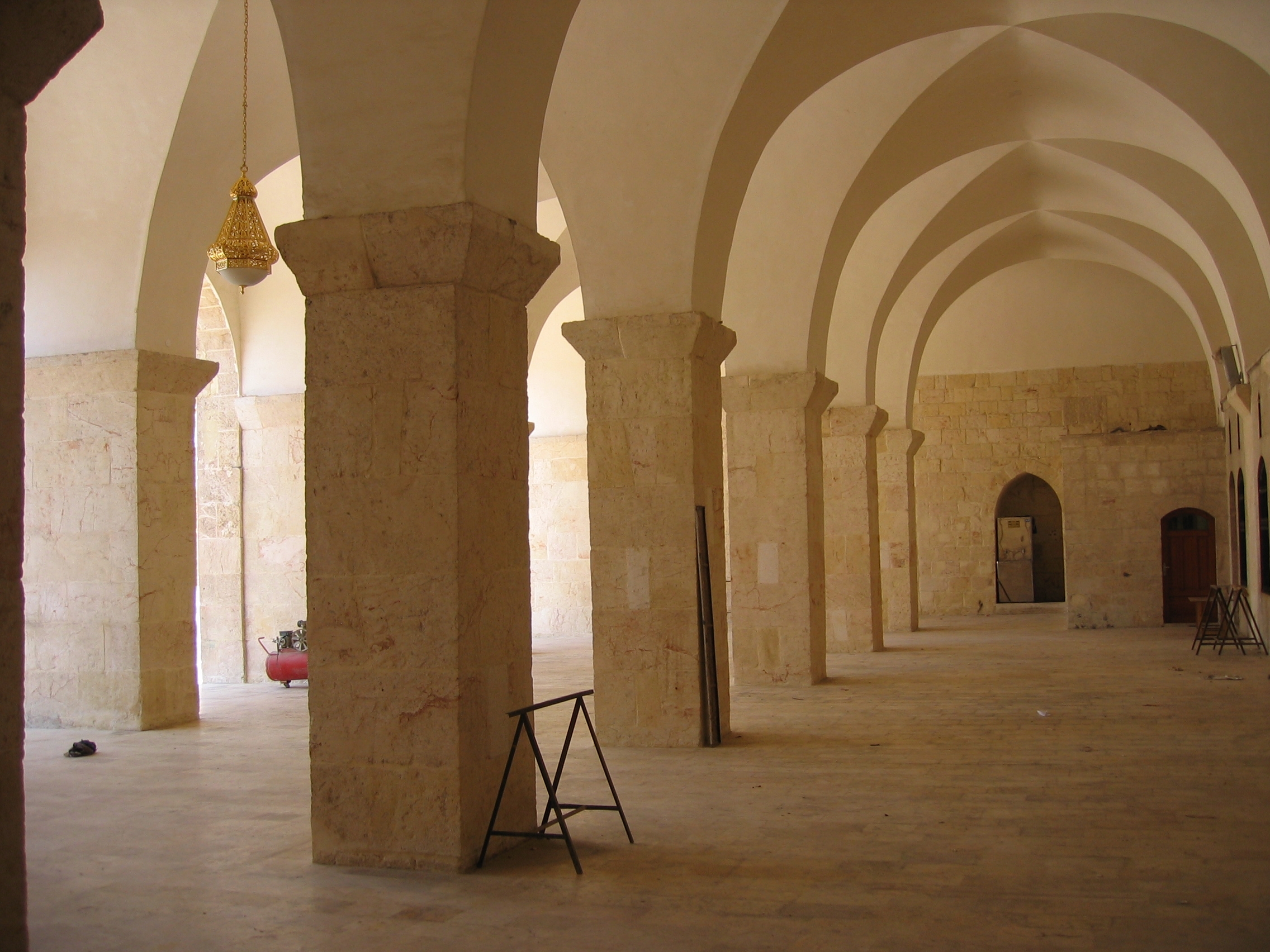
دهاليز الجامع الأموي في الداخل
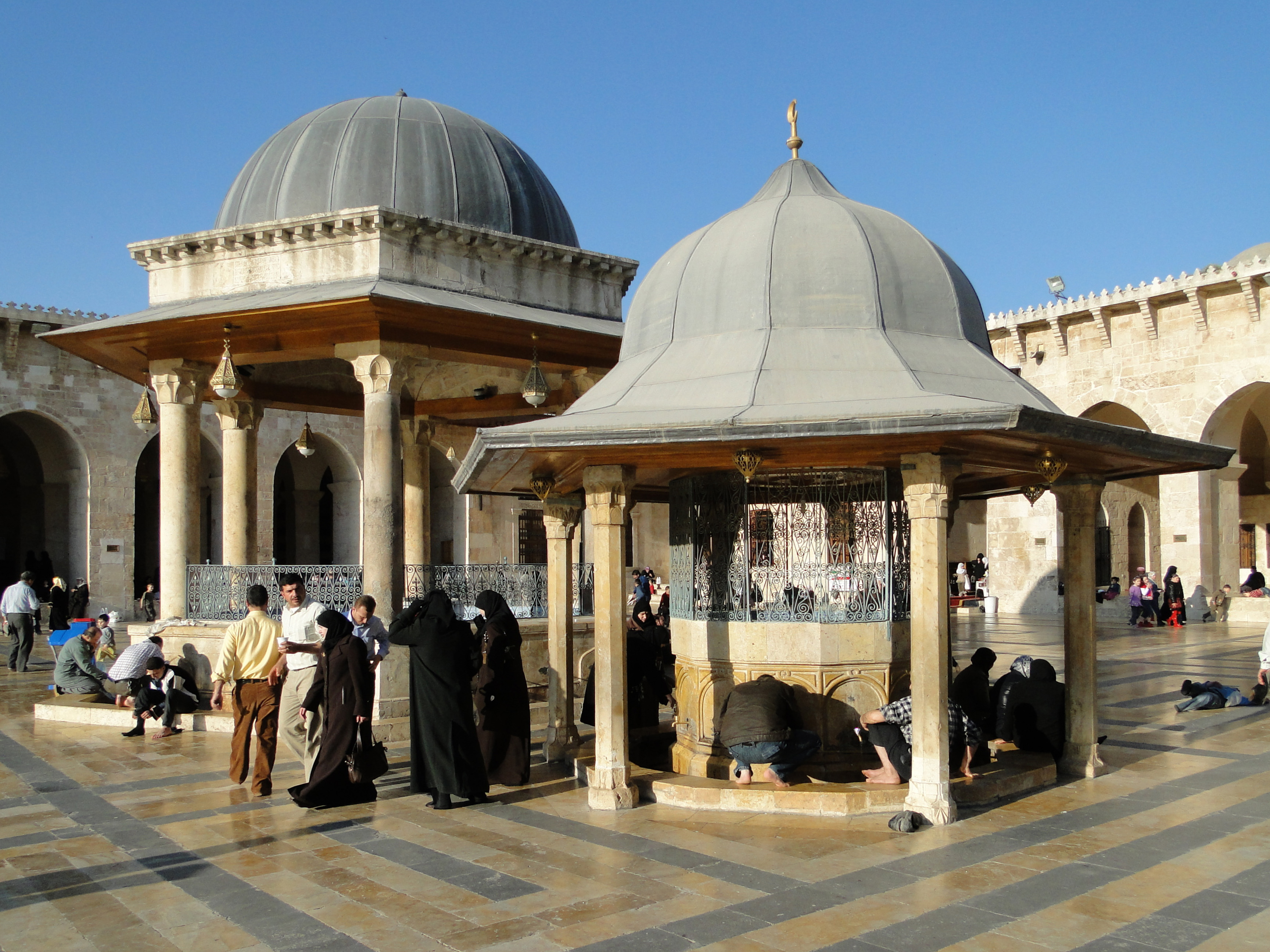
قبتي الوضوء
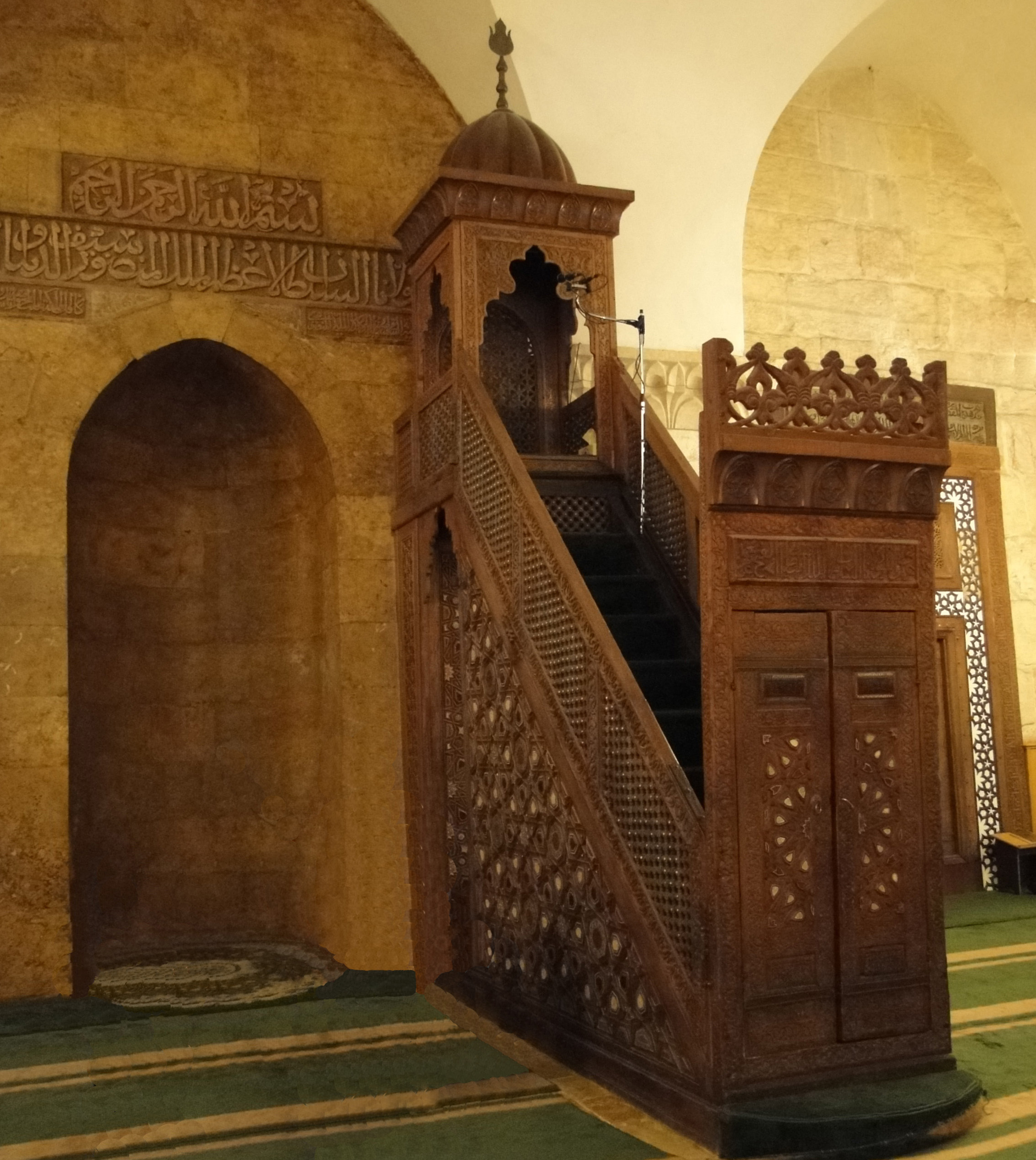
منبر الجامع الأموي
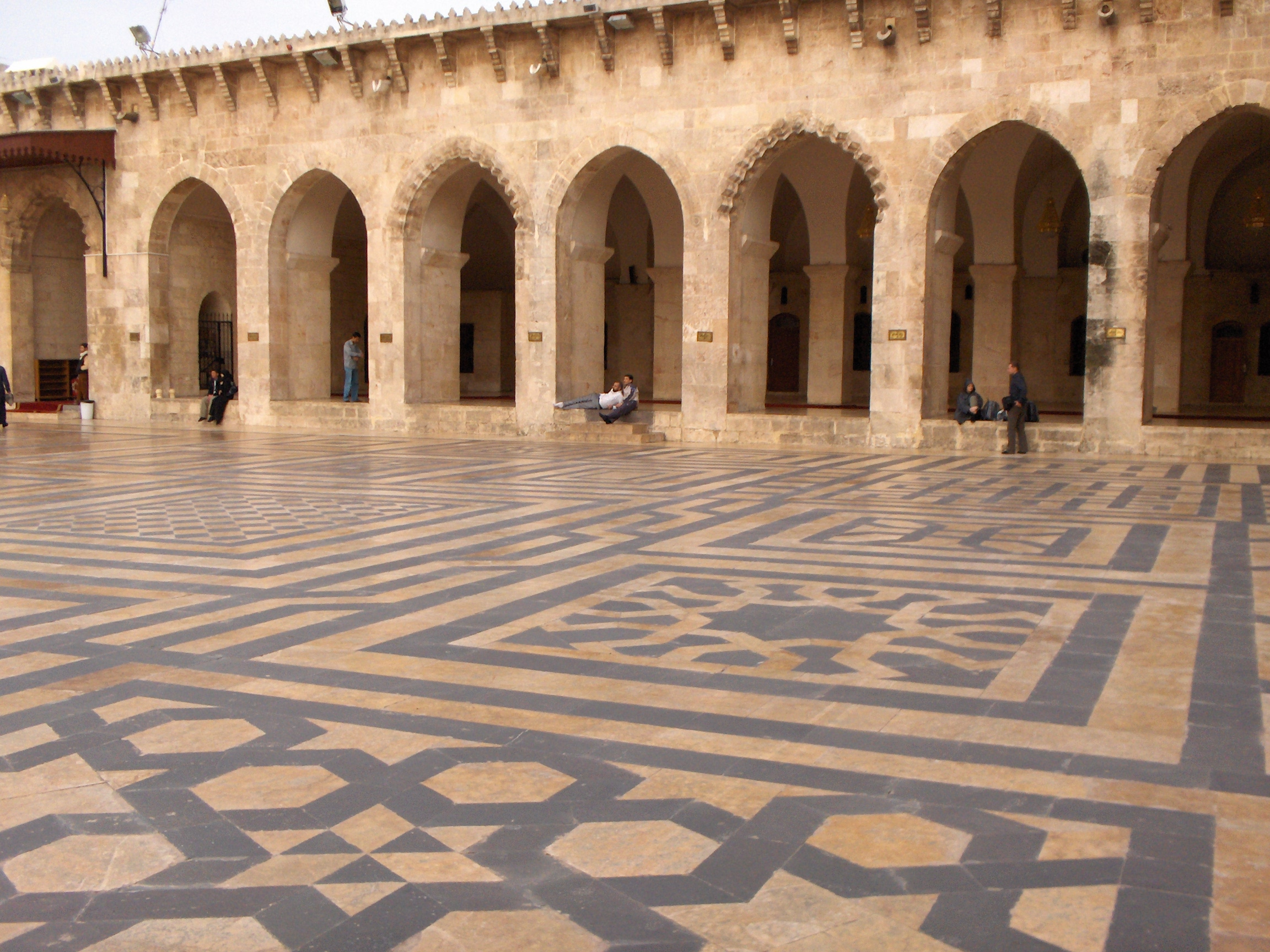
باحة الجامع الأموي
مئذنة الجامع الأموي
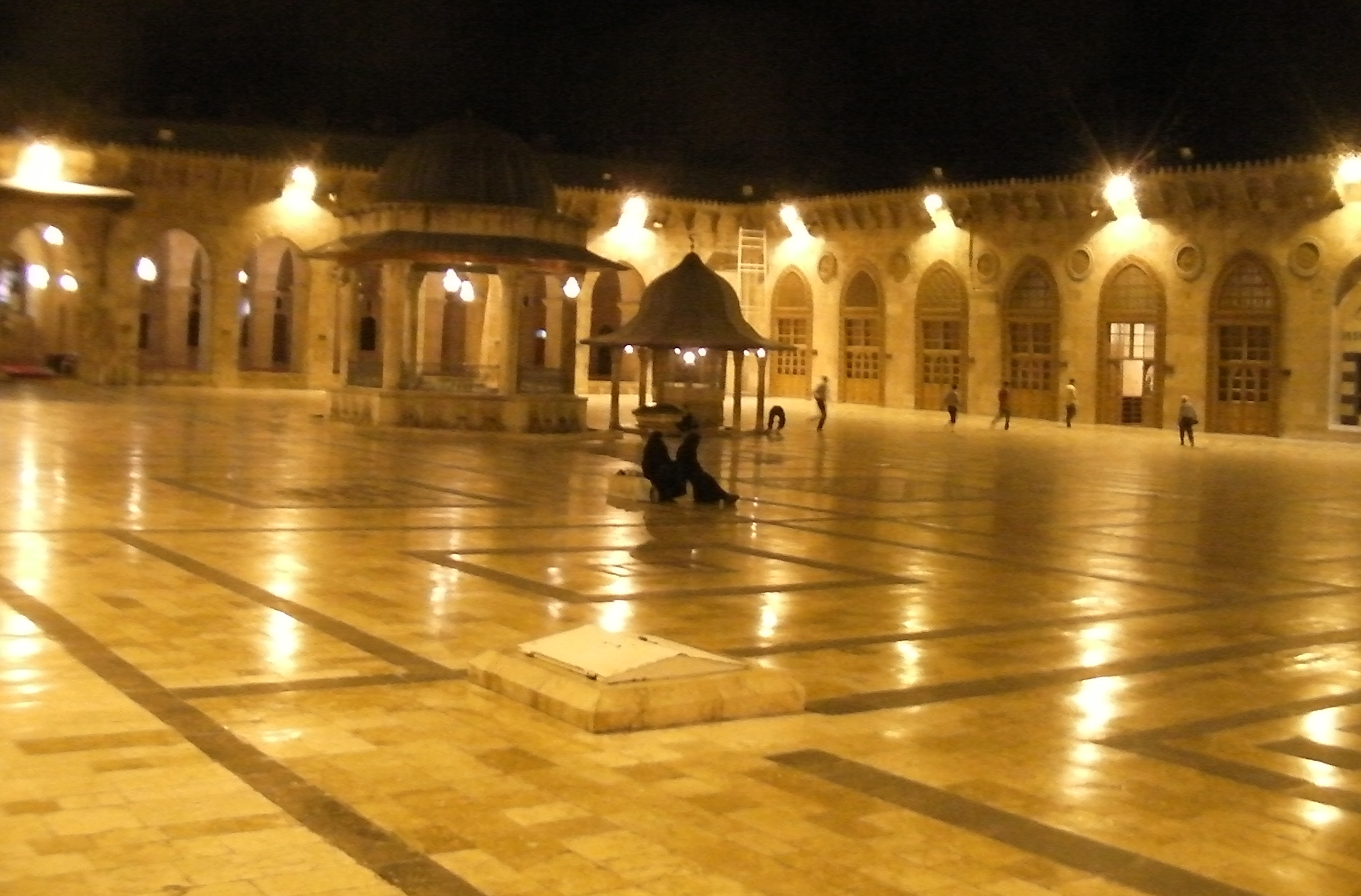
باحة المسجد الأموي ليلاً
مئذنة المسجد الأموي بحلب
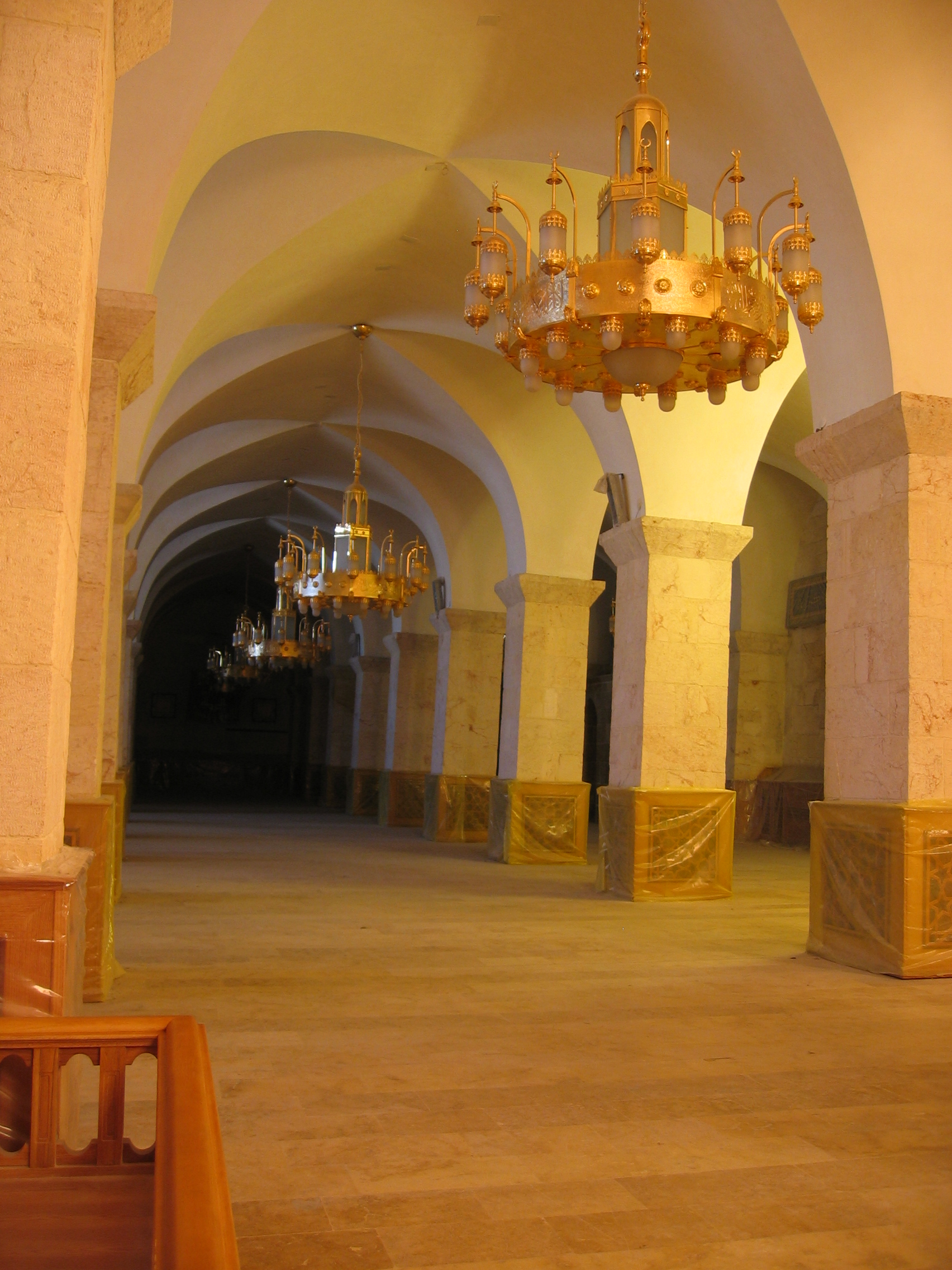
ممر داخل الجامع الأموي
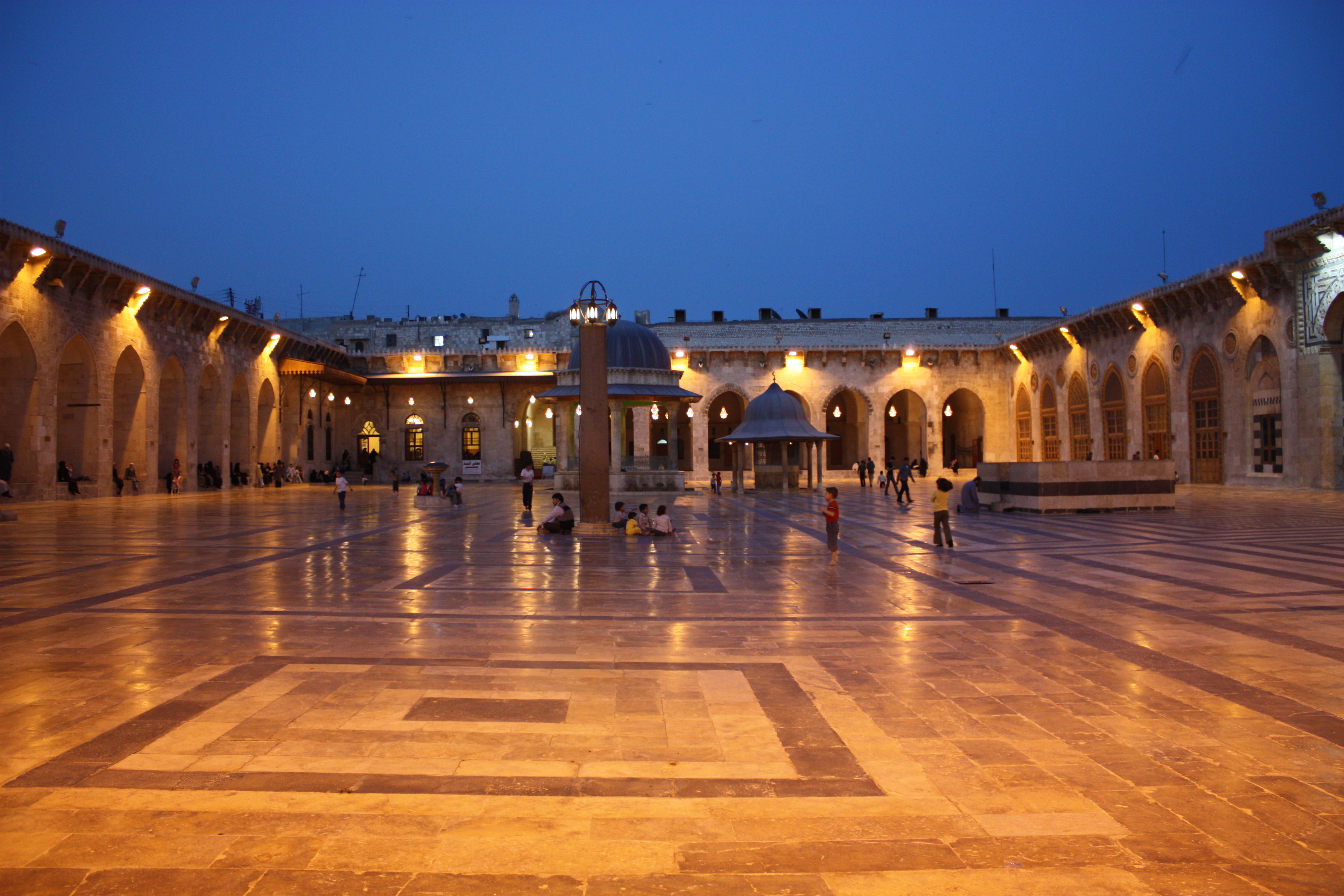
باحة الجامع الأموي مساءً
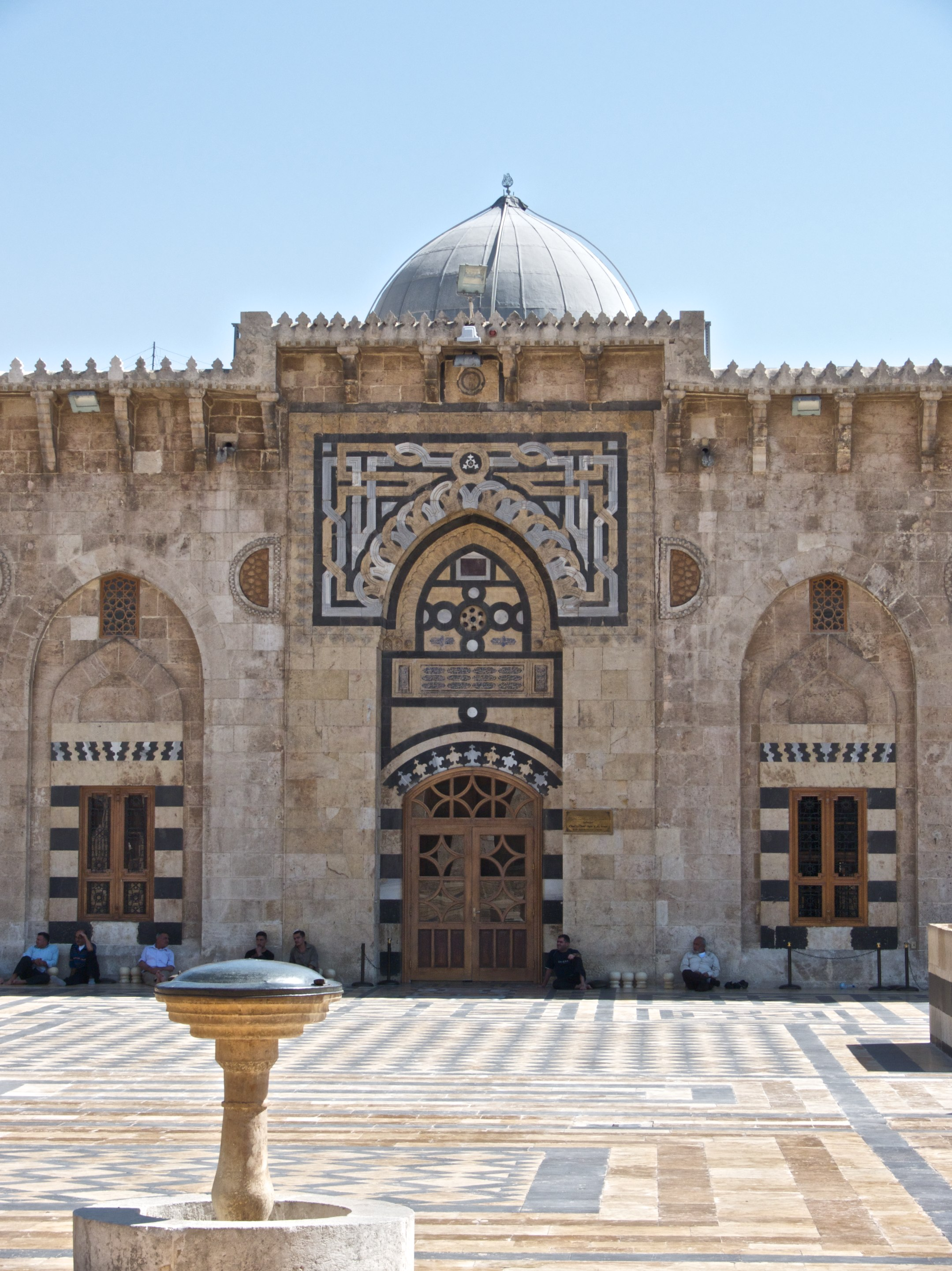
واجهة الجامع الأموي
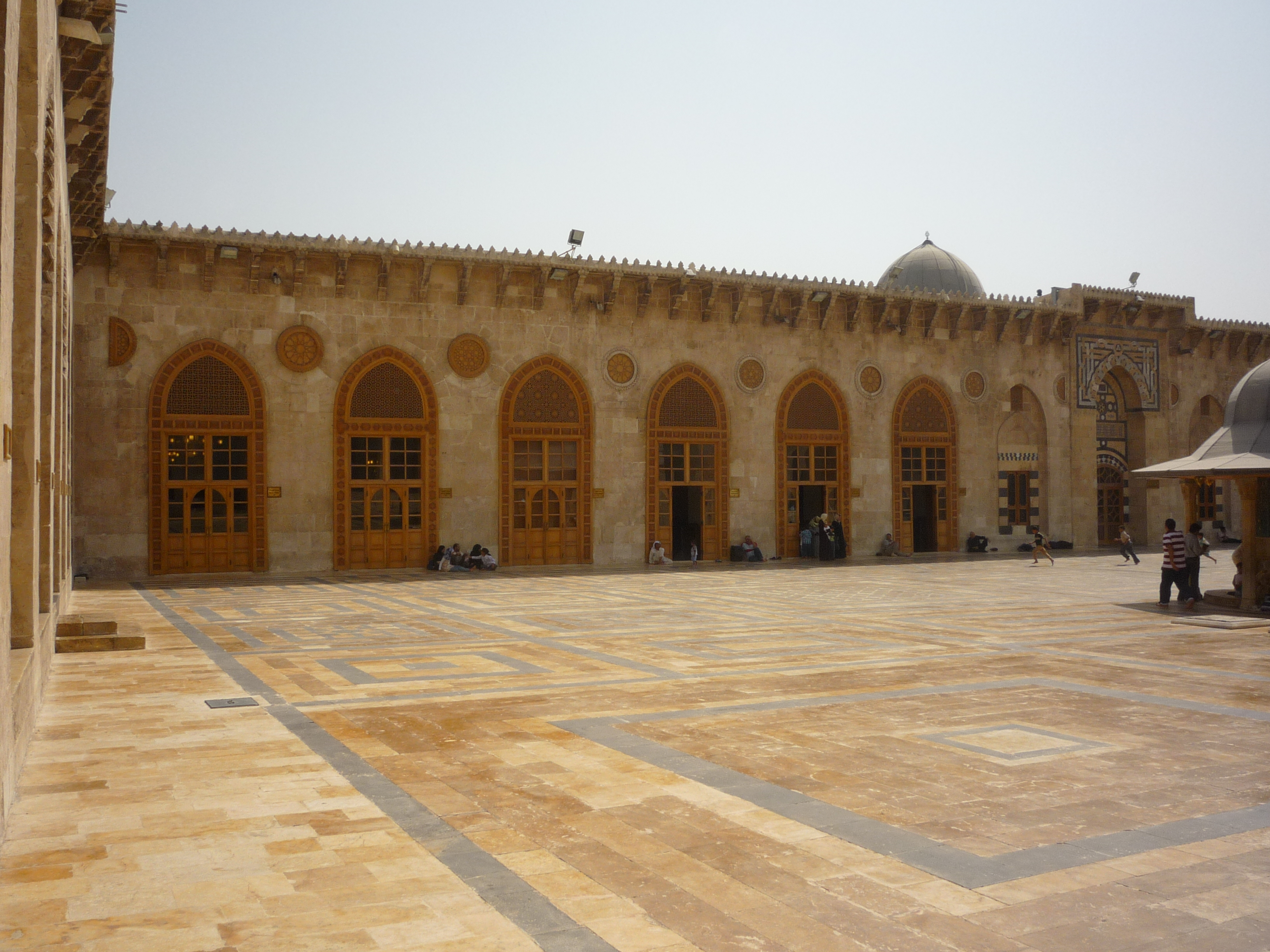
الجامع الأموي
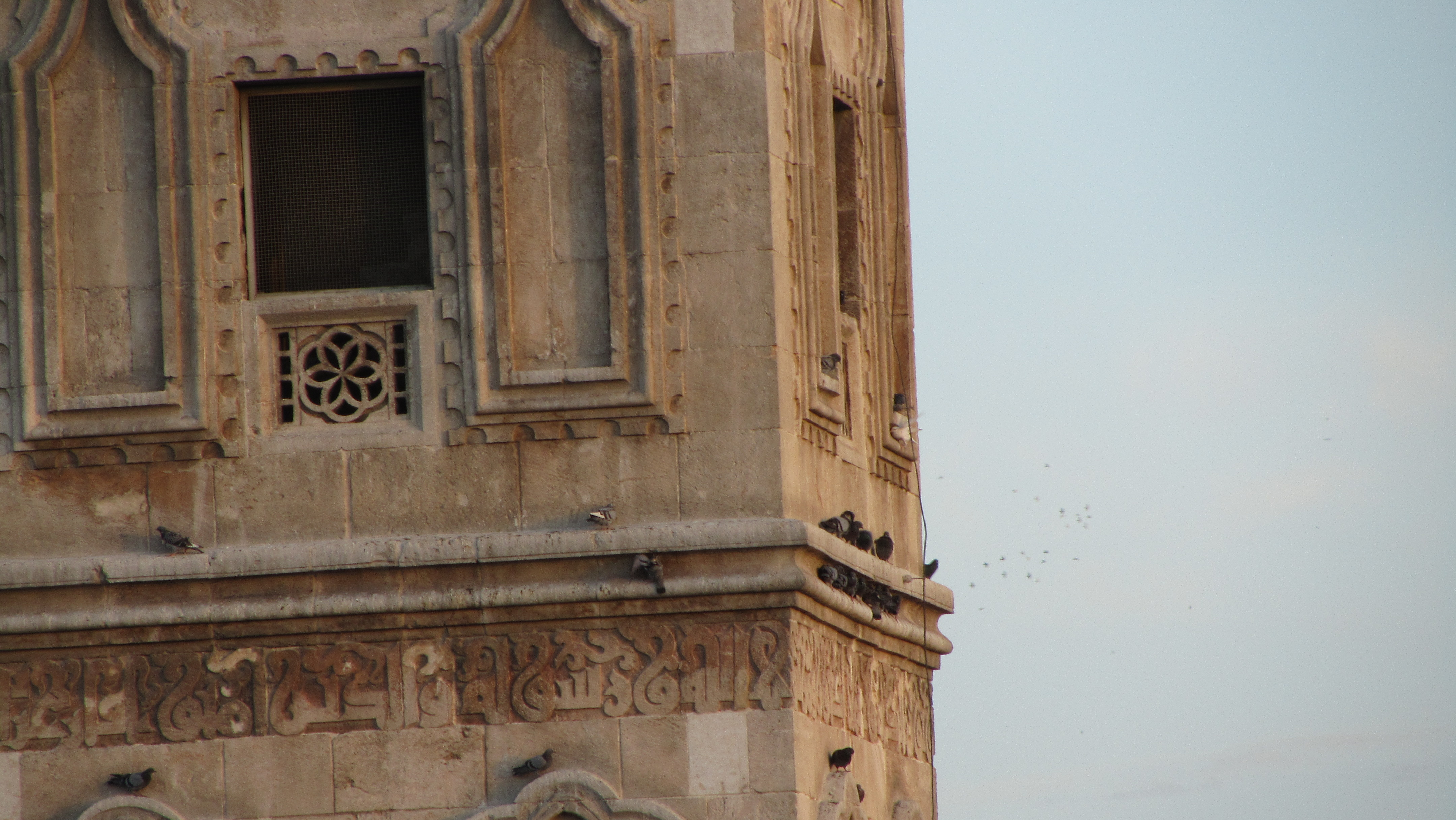
المئذنة بيت للحمامات
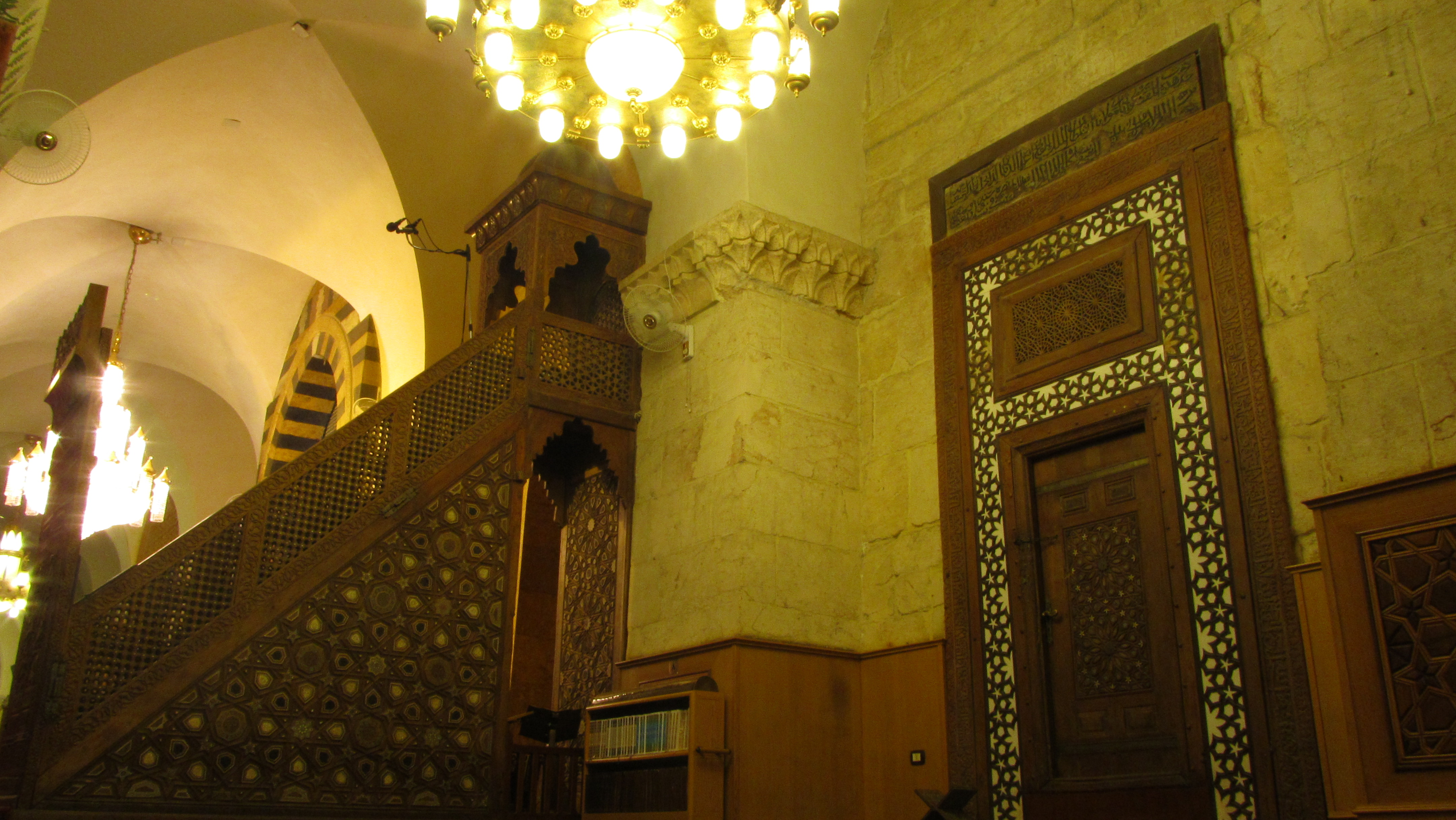
المنبر
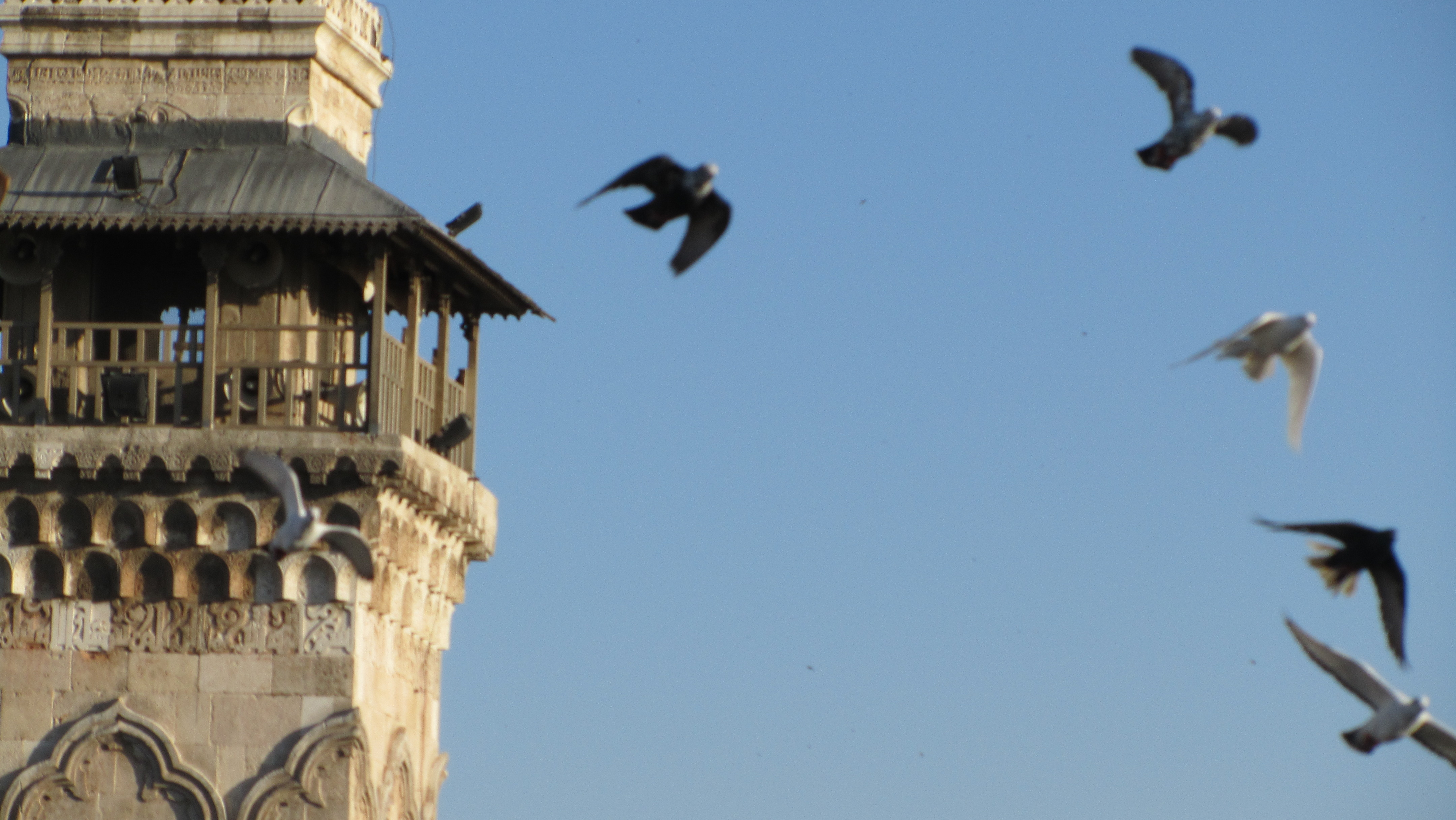
المئذنة والحمامات
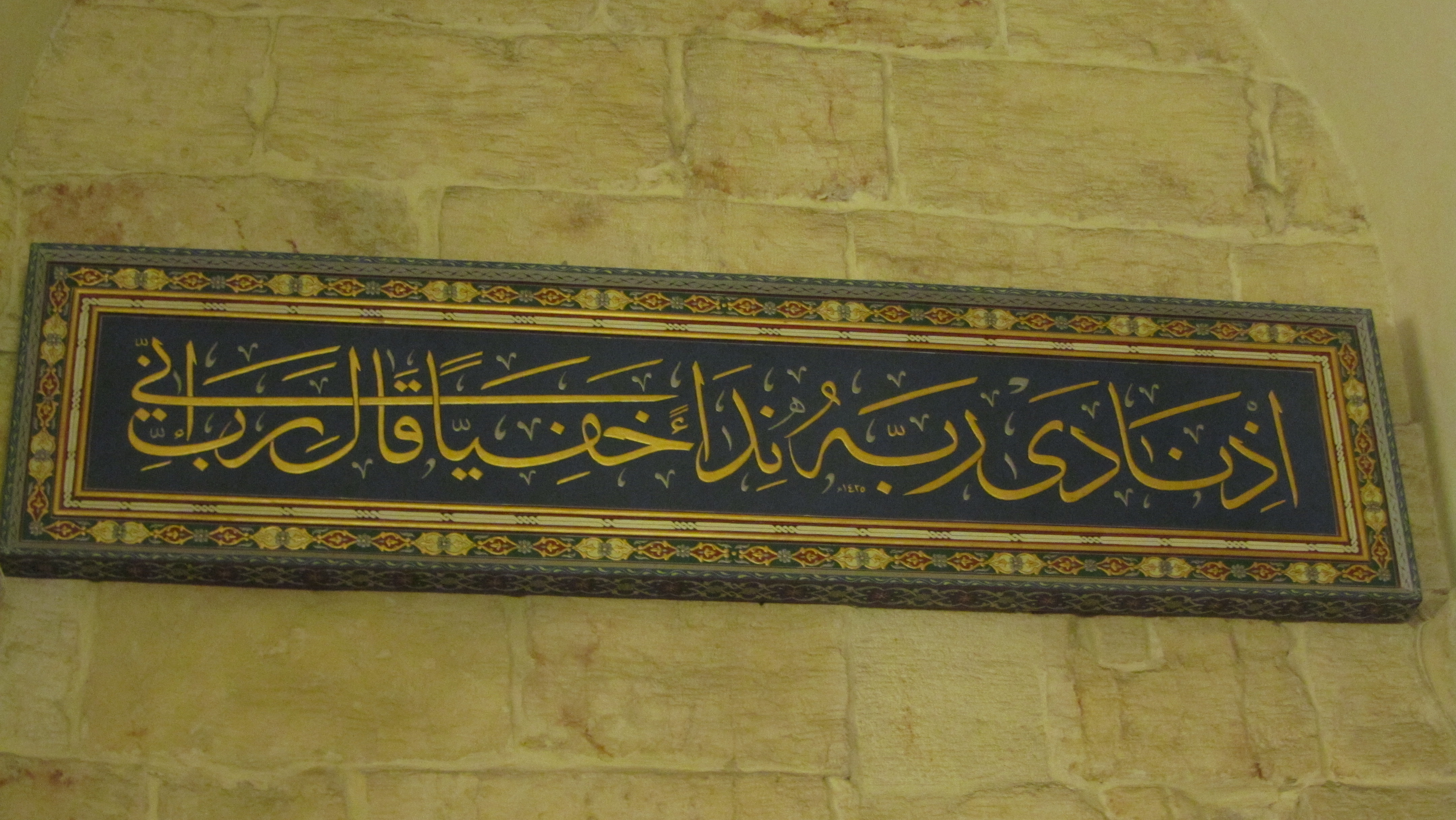
لوحة لآية من القرآن داخل المسجد
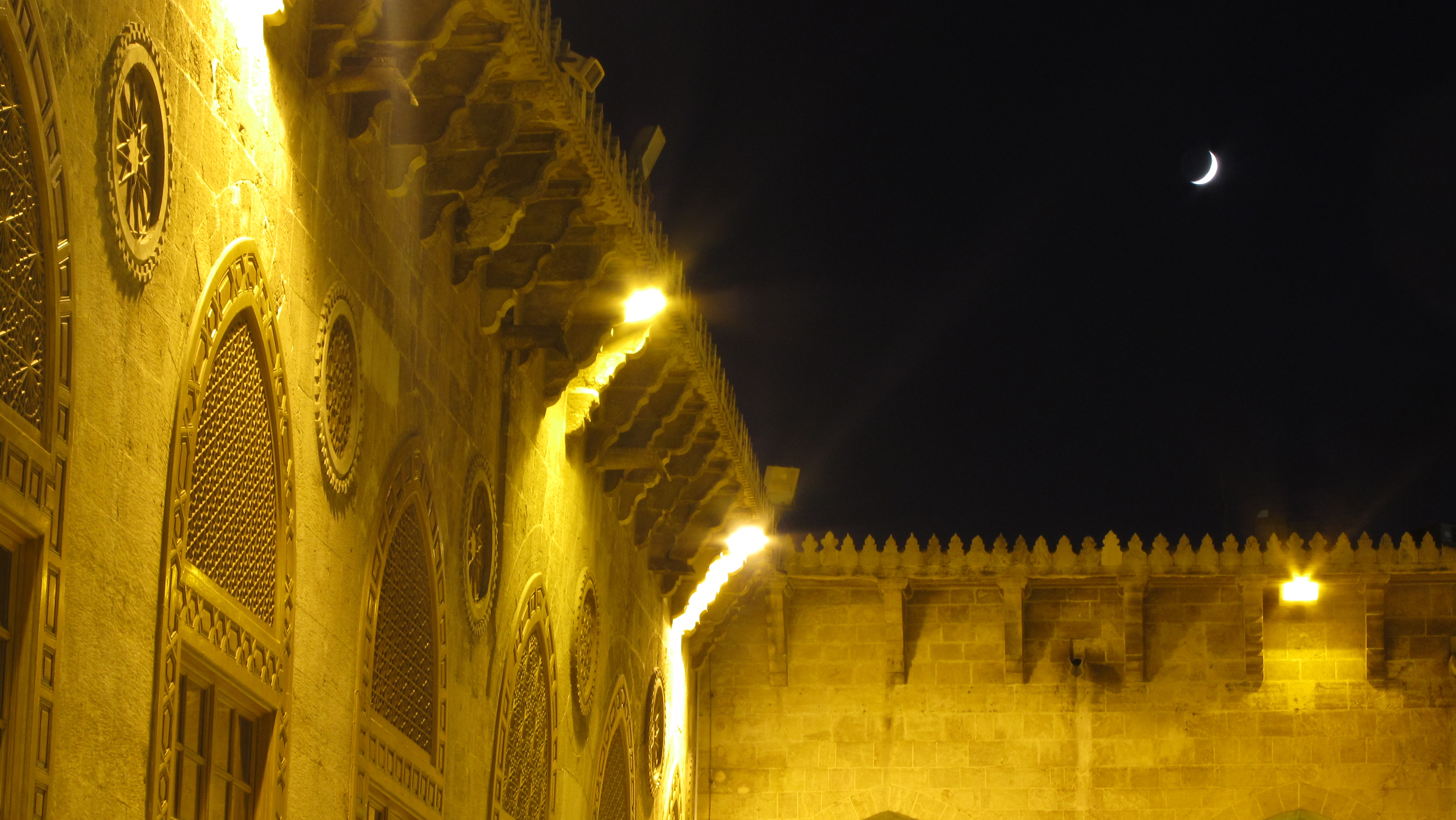
جدران المسجد كما تبدو من داخل الحرم مساءً
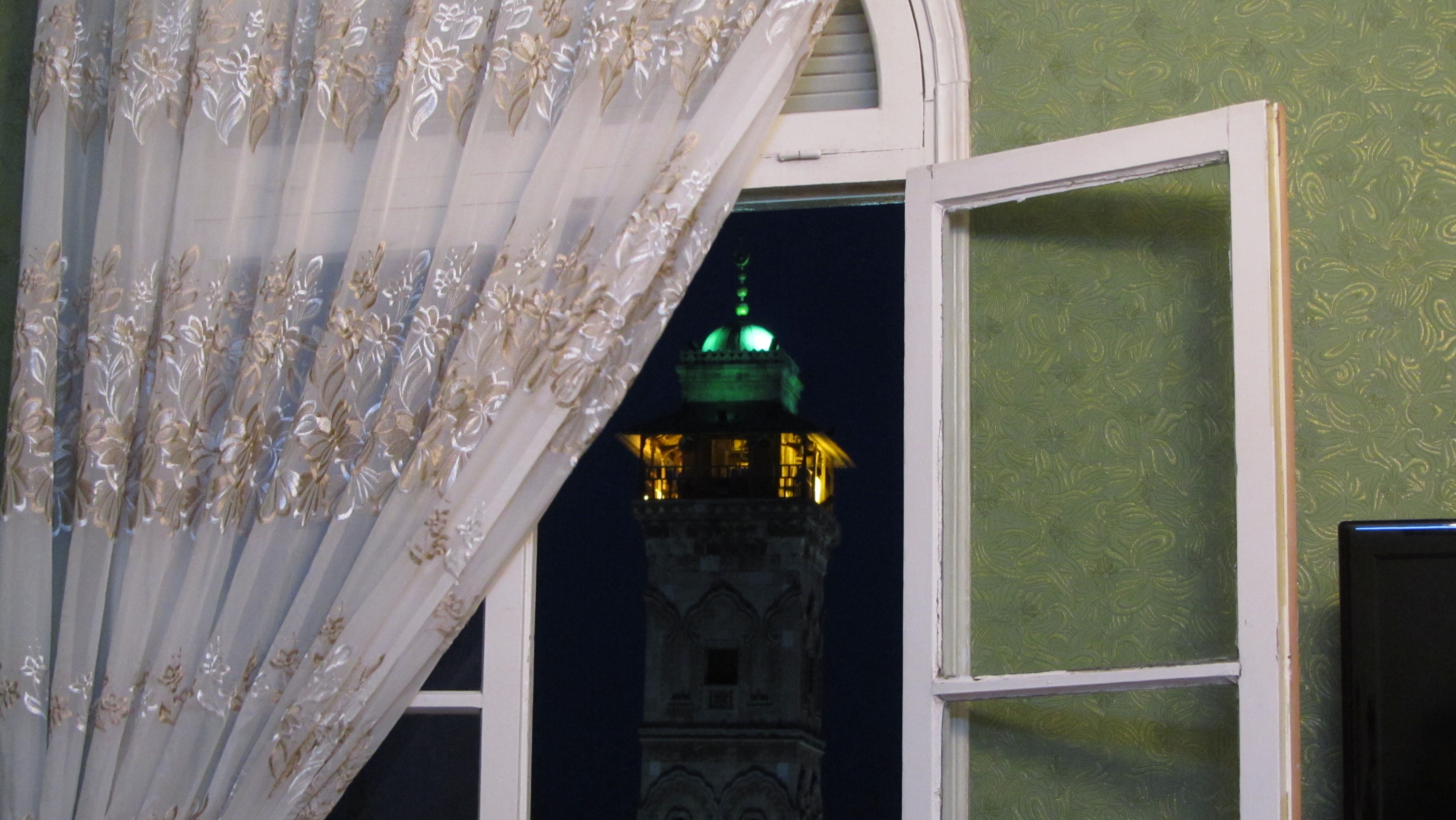
المئذنة من شباك أحد البيوت المجاورة
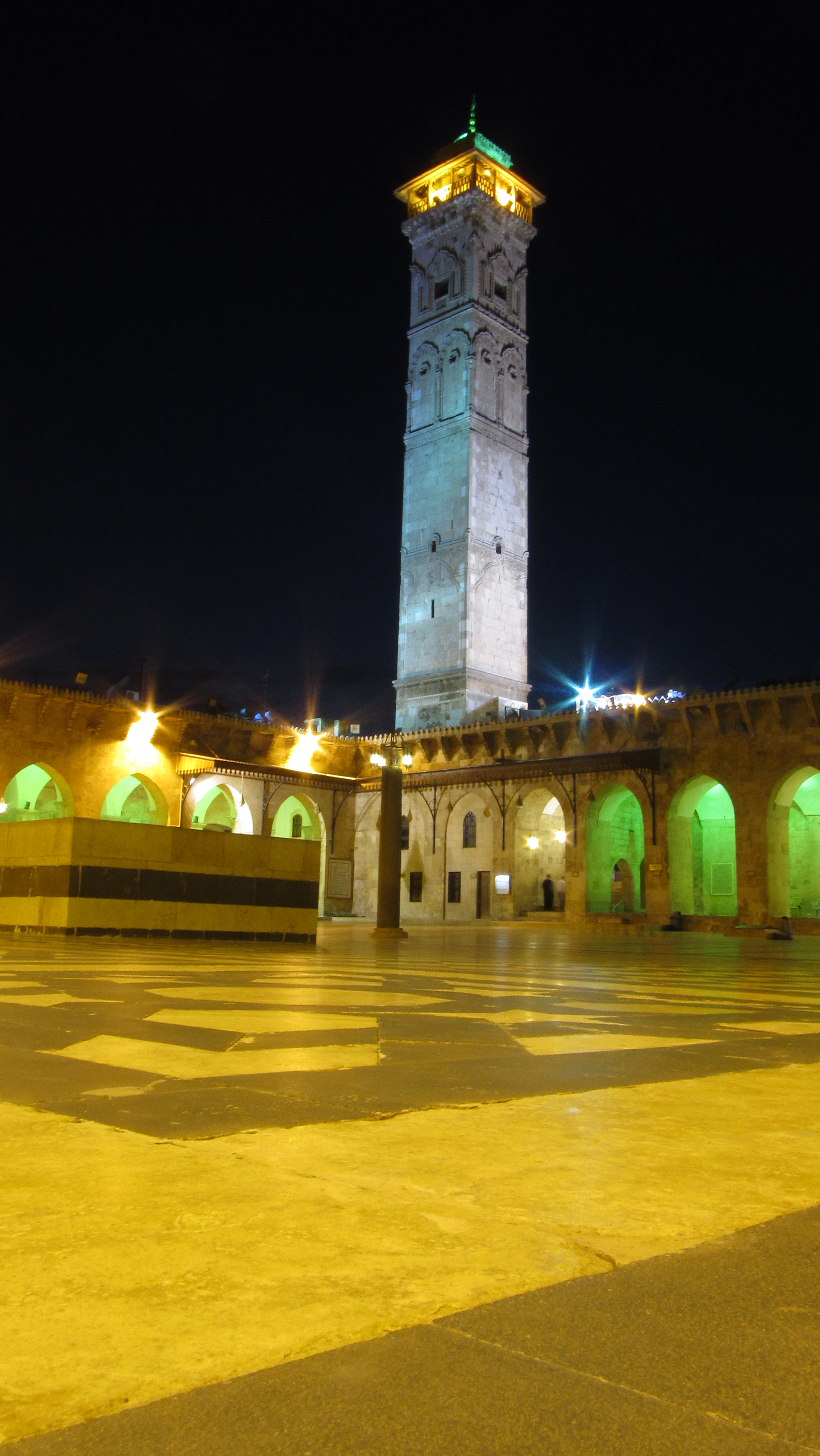
المئذنة ليلاً

## الكتب والمؤلفات
- Bacharach، Jere L. (1996). "Marwanid Umayyad Building Activities: Speculations on Patronage". في Gulru Necipoglu (المحرر). The Encyclopaedia of Islam Part 157. BRILL. ج. 13. ISBN:9004106332. مؤرشف من الأصل في 2017-10-14.
- Brend، Barbara (1991). Islamic Art. Harvard University Press. ISBN:067446866X. مؤرشف من الأصل في 2020-02-12.
- Grousset، Rene (1991). The Empire of the Steppes: A History of Central Asia. Rutgers University Press.
- Martijin Theodoor Houtsma، المحرر (1987). E.J. Brill's First Encyclopaedia of Islam 1913–1936. BRILL. ج. 3. ISBN:9004082654. مؤرشف من الأصل في 2020-02-12.
- George Mitchell، المحرر (1978). Architecture of the Islamic World. Thames and Hudson.
- Raby، Julian (2004). Gulru Necipoglu (المحرر). Muqarnas 21 Essays In Honor Of J.M. Rogers: An Annual On The Visual Culture of The Islamic World. BRILL. ج. 21. ISBN:9004139648. مؤرشف من الأصل في 2020-01-25.
- Tabaa، Yasser (1997). Constructions of power and piety in medieval Aleppo. Penn State Press. ISBN:0-271-01562-4. مؤرشف من الأصل في 2020-02-12.